# Ingetraut Dahlberg

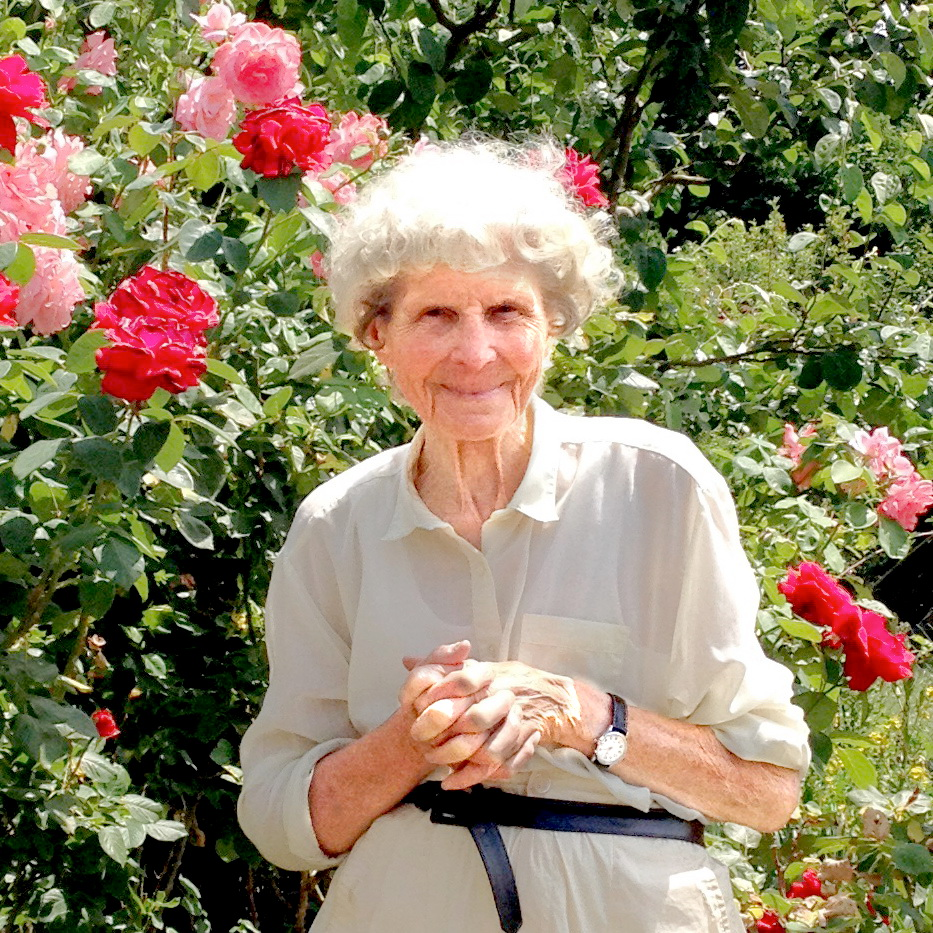
Ingetraut Dahlberg in ihrem Garten (Juni 2017)

Ingetraut Dahlberg (* 20. Februar 1927 in Köln als Ingetraut Gessel; † 24. Oktober 2017 in Bad König) war eine deutsche Informationswissenschaftlerin und Philosophin. Sie entwickelte ein universales Klassifikationssystem für Wissensorganisation. Das System umfasste bei Dahlbergs Tod ca. 6500 Wissensgebiete. Sie engagierte sich in Forschung und Lehre, als Redakteurin, Herausgeberin und Verlegerin, durch Mitarbeit und vielfach Leitung von Gremien. Dahlberg gründete eine internationale Fachzeitschrift (International Classification, heute: Knowledge Organization) und zwei wissenschaftliche Gesellschaften (Gesellschaft für Klassifikation, International Society for Knowledge Organization).

## Leben

### Frühe Jahre
Das Interesse von Ingetraut Dahlberg an Dokumentation wurde geweckt, als sie im Alter von zehn Jahren von ihrem Vater Theodor Gessel eine Kamera zu Weihnachten geschenkt bekam. Damit begann sie alles zu dokumentieren, was ihr wichtig erschien.
Dahlberg lebte den größten Teil ihres Lebens in Frankfurt am Main. An den Universitäten Frankfurt, Würzburg und Düsseldorf studierte sie Philosophie, Geschichte, Anglistik, Katholische Theologie und Biologie, unterbrochen durch ein College-Jahr in den USA.
1955 heiratete sie den Physiker Reinhard Dahlberg, mit dem sie ihren Sohn Wolfgang bekam.

### Beruflicher Einstieg
1959 trat sie eine Stelle am Gmelin-Institut an, das von Erich Pietsch geleitet wurde. Dort war sie mit bibliographischen Arbeiten im Dokumentationszentrums für Kernenergie befasst. 1961 wechselte sie zum Rationalisierungs-Kuratorium der Deutschen Wirtschaft. In den Jahren 1962/63 nahm sie an einer Ausbildung zur wissenschaftlichen Dokumentarin teil. Die Ausbildung fand am Gmelin-Institut statt, organisiert wurde sie von der Deutschen Gesellschaft für Dokumentation.

### Deutsche Gesellschaft für Dokumentation
Anschließend trat sie eine Stelle bei der Deutschen Gesellschaft für Dokumentation (DGD) an (heute: Deutsche Gesellschaft für Information und Wissen). Zu ihren Aufgaben gehörte die Erfassung der bibliothekarischen Bestände sowie der Dokumentation der Literatur zum Thema Dokumentation.
1964/65 wurde sie beurlaubt, um auf Einladung von Raymond Pepinsky für ein Jahr erneut in den USA zu arbeiten, zunächst am Groth Institute for Crystallographic Data Documentation an der Florida Atlantic University in Boca Raton, später an deren Universitätsbibliothek (Direktor der Bibliothek war Edward M. Heiliger), die erste Bibliothek in den USA, die zur Verwaltung ihrer Schriften einen Computer einsetzte. Zusammen mit Jean Perreault arbeitete sie dort an Problemen der Kategorien und Relationen in der Klassifikation.
Nach ihrer Rückkehr aus den USA wurde ihr die Leitung der DGD-Bibliothek und Dokumentationsstelle übertragen. Ferner erhielt sie den Auftrag, ein „Komitee Thesaurusforschung und Klassifikation“ einzurichten. Dessen Vorsitz übernahm Martin Scheele, während Ingetraut Dahlberg als Sekretärin des Komitees fungierte. In dieser Zeit entwickelte sie ein Deskriptorensystem für die Informationswissenschaften.
Ebenfalls in dieser Zeit wurde sie vom Präsidenten der DGD, Helmut Arntz, zur Mitarbeit an das FID-Revisionskomitee 03/04 delegiert. Daraus entstand 1968 die Klassifikation der Dokumentenarten und ihrer speziellen Aspektbegriffe mit weit über 1000 Begriffen.
Parallel dazu arbeitete sie in der Zeit 1967–1974 im „Normenausschuss Terminologie“ an der Revision der DIN 2330 „Begriffe und Benennungen; Allgemeine Grundsätze“ und DIN 2331 „Begriffssysteme und ihre Darstellung“ mit. Dort kam sie in Kontakt mit Eugen Wüster, der ihre weitere Arbeit entscheidend prägte.
1970 arbeitete sie auch im „Komitee für Fragen der Klassifikation und Indexierung“ im Rahmen des UNISIST-Programms unter Vorsitz von Douglas John Foskett mit.

### Promotion
1971 schied sie bei der DGD aus, um ein Promotionsstudium in Philosophie bei Alwin Diemer aufzunehmen (1971–1973) mit den Nebenfächern Allgemeine Linguistik und Geschichte der Naturwissenschaften. Das von ihrem Doktorvater gestellte Thema ihrer Dissertation war Das Universale Klassifikationssystem des Wissens, seine ontologischen wissenschaftstheoretischen und informationstheoretischen Grundlagen. 1973 wurde sie promoviert. Die Arbeit erschien 1974 im Verlag Dokumentation Saur, betitelt: Grundlagen universaler Wissensordnung.

### Freiberufliche Arbeit
Parallel zu Arbeit an ihrer Dissertation arbeitete Dahlberg weiter freiberuflich in Projekten auch über ihre Promotion hinaus.
- 1971 wurde sie in das Beratungsgremium „Datenbanksystem für die Bundesrepublik Deutschland“ des Innenministeriums der Bundesregierung berufen. Von dem dreibändigen Werk, das als Ergebnis des Gremiums herausgegeben wurde, redigierte sie zwei Bände.[9]
- 1972–1973 Projektauftrag der DGD: Sammlung der Benennungen von Wissensgebieten.
- 1972–1974 Mitarbeit im FID/CR Gremium[A 12] „Subject-Field Reference Code“ zur Erstellung eines im UNISIST-Programm[A 11] vorgeschlagenen Broad System of Ordering (BSO).[5][A 13]
- 1975–1976 Auftrag des Hochschulverbandes zur Revision bzw. Neugestaltung von deren Klassifikationssystem im Hochschulbereich hauptsächlich für statistische Zwecke.
- 1976–1979 DFG-Projekt Logstruktur.[A 14] Mitte der 70er Jahre war die Sammlung von Wissensgebieten auf ca. 12.500 angewachsen. Im Projekt Logstruktur wurde die logische Struktur ihrer Definitionen untersucht. Dabei wurden zahlreiche Synonyme erkannt und die Anzahl der enthaltenen Wissensgebiete auf etwa die Hälfte reduziert.
- 1978–1979 Pilotstudie DB-Thesaurus. Auftrag der Deutschen Bibliothek, deren Schlagwörter auf Thesaurusfähigkeit zu untersuchen und eine entsprechende Empfehlung darüber vorzulegen.
- 1979 – ca. 1992 Mitarbeit im Committee on Conceptual and Terminological Analysis in the Social Sciences (COCTA),[10][A 15] das von der UNESCO gesponsert wurde (gegründet von Fred W. Riggs). Organisation der Konferenzen in Bielefeld 1981 und Hattersheim, beteiligt an der Organisation der Konferenz in Budapest, Ungarn.

### Gründung der ZeitschriftInternational Classification
1974 gründete sie die Zeitschrift International Classification (IC). Die Mitherausgeber waren Alwin Diemer, Eugen Wüster, J. Perreault und A. Neelameghan.
In der ersten Ausgabe der IC erschien Dahlbergs Artikel Zur Theorie des Begriffs, in dem sie ihre auf Überlegungen von Gottlob Frege beruhende Begriffstheorie erstmals veröffentlichte und auf den sie sich in vielen späteren Veröffentlichungen bezog.
Von Anfang an enthielt die Zeitschrift neben wissenschaftlichen Artikeln auch einen Nachrichtenteil, Buchbesprechungen und eine laufende Bibliographie der Klassifikationsliteratur.
1992 wurde die Zeitschrift umbenannt in Knowledge Organization (siehe Gründung der ISKO). Unter diesem Namen erscheint sie bis heute.

### Die „Information Coding Classification“ wird fertiggestellt
1977 wurde das universale Klassifikationssystem der Wissensgebiete unter dem Namen Information Coding Classification (ICC) fertiggestellt. Es ist aufgebaut auf „Seinsschichten“ und Kategorien/Facetten. Die erste Präsentation erfolgte in Indien, Bangalore, am Documentation Research and Training Centre (DRTC, S. R. Ranganathan). Das System fand dort sofort Anerkennung. Der Seminarinhalt ist publiziert unter dem Titel Ontical Structures and Universal Classification. Vor und nach dieser Seminarwoche hielt Dahlberg Vorträge an weiteren Universitäten.

### Gründung des Unternehmens INDEKS
1979 gründete Ingetraut Dahlberg zusammen mit ihrem Sohn Wolfgang das Unternehmen INDEKS zur Erstellung von Registern und Klassifikationssystemen. Ab 1980 führt sie die Firma ohne ihren Sohn als INDEKS-Verlag weiter.

### Gründung der „Gesellschaft für Klassifikation“
Zum 12. Februar 1977 lud Dahlberg Vertreter aus Bibliotheks- und Dokumentationsbereich, Warenkatalogisierung, Physik, Chemie und Mathematik nach Frankfurt ein, um mit ihnen die Gesellschaft für Klassifikation e.V. (GfKl) zu gründen.
Bereits am 4. Juni 1977 organisierte sie die erste Jahrestagung in Münster/Westfalen.
Bis 1989 führte sie die Geschäfte der Gesellschaft und war bis 1986 deren Vorsitzende. Im Rahmen der Geschäftsführung organisierte sie deren jährliche Konferenzen und publizierte die Proceedings-Bände.

### FID–Committee for Classification Research
1981–1987 hatte Dahlberg den Vorsitz dieses Komitees und organisierte in dieser Zeit deren Konferenzen in Kanada, Deutschland und Indien.
Zweimal verband sie solche FID/CR-Konferenzen mit Konferenzen der Gesellschaft für Klassifikation nämlich 1979 (Bad Königstein) und 1982 (Augsburg).

### International Classification and Indexing Bibliography (ICIB)
Finanziert durch das BMBF organisierte sie in den Jahren 1980–1982 die Sammlung einer Bibliographie der weltweit verfügbaren Literatur zum Thema Klassifikation und Indexierung. Von den geplanten 5 Bänden wurden die ersten 3 Bände in den Jahren 1982–1985 veröffentlicht. Sie deckten Veröffentlichungen aus den Jahren 1952 bis 1982 ab und enthielten Verweise auf weit über 11.000 Titel, alle nach der ICC klassiert sowie nach der ihren Regeln folgenden eigenen Classification of Classification. Band 1 enthält eine Auflistung aller universalen und speziellen Klassifikationssysteme und Thesauri sowie der obersten drei Hierarchiestufen des ICC.

### Gründung der „International Society for Knowledge Organization“ (ISKO)
Aufgrund der Zunahme von Mathematikern in der Gesellschaft für Klassifikation, die mehrheitlich einen statistisch-mathematischen Ansatz der Klassifikation verfolgten, kam es 1989 zu einer Spaltung. Die begrifflich-orientierten Mitglieder verließen die GfKl und gründeten die International Society for Knowledge Organization e.V (ISKO). Ingetraut Dahlberg wurde zu deren Präsidentin gewählt, Robert Fugmann zu deren Vizepräsidenten. Die ISKO übernahm 1990 auch die von Dahlberg gegründete Zeitschrift International Classification. 1990 ersetzte die ISKO den Terminus Klassifikation durch den neuen Terminus Knowledge Organization, der sich international verbreitete, und führte die Zeitschrift unter dem neuen Namen Knowledge Organization fort. Dahlberg blieb bis 1997 sowohl deren Chefredakteurin als auch Präsidentin der ISKO.
Neben dem Management der Dachorganisation der ISKO leistete Ingetraut Dahlberg auch Aufbauarbeit für etliche von deren nationalen Sektionen.  Ferner beteiligte sie sich an der Organisation der internationalen Konferenzen, die alle zwei Jahre stattfanden, jeweils im Wechsel mit den nationalen Konferenzen und redigierte die Proceedings-Bände der internationalen Konferenzen (z. B.).

### Rückzug aus offiziellen Ämtern
Aus gesundheitlichen Gründen zog sich Ingetraut Dahlberg 1997 im Alter von 70 Jahren aus ihren offiziellen Ämtern zurück und übersiedelte 1998 von Frankfurt nach Bad König im Odenwald.
Ihren INDEKS-Verlag übergab sie an den Ergon-Verlag. Neuer Chefredakteur der Zeitschrift Knowledge Organization wurde der Amerikaner Charles Gilreath von der Texas A&M University. Neue Präsidentin der ISKO wurde Hanne Albrechtsen, Dänemark. Ihre Spezialbibliothek zur Klassifikation, Terminologie und den Informationswissenschaften gab sie an das McLuhan Institute for Digital Culture and Knowledge Organization, Maastricht (Kim Veltman).
Sie blieb dem Thema weiterhin verbunden durch Veröffentlichungen, Vorträge und Ausarbeitungen.

### Letzte Arbeiten

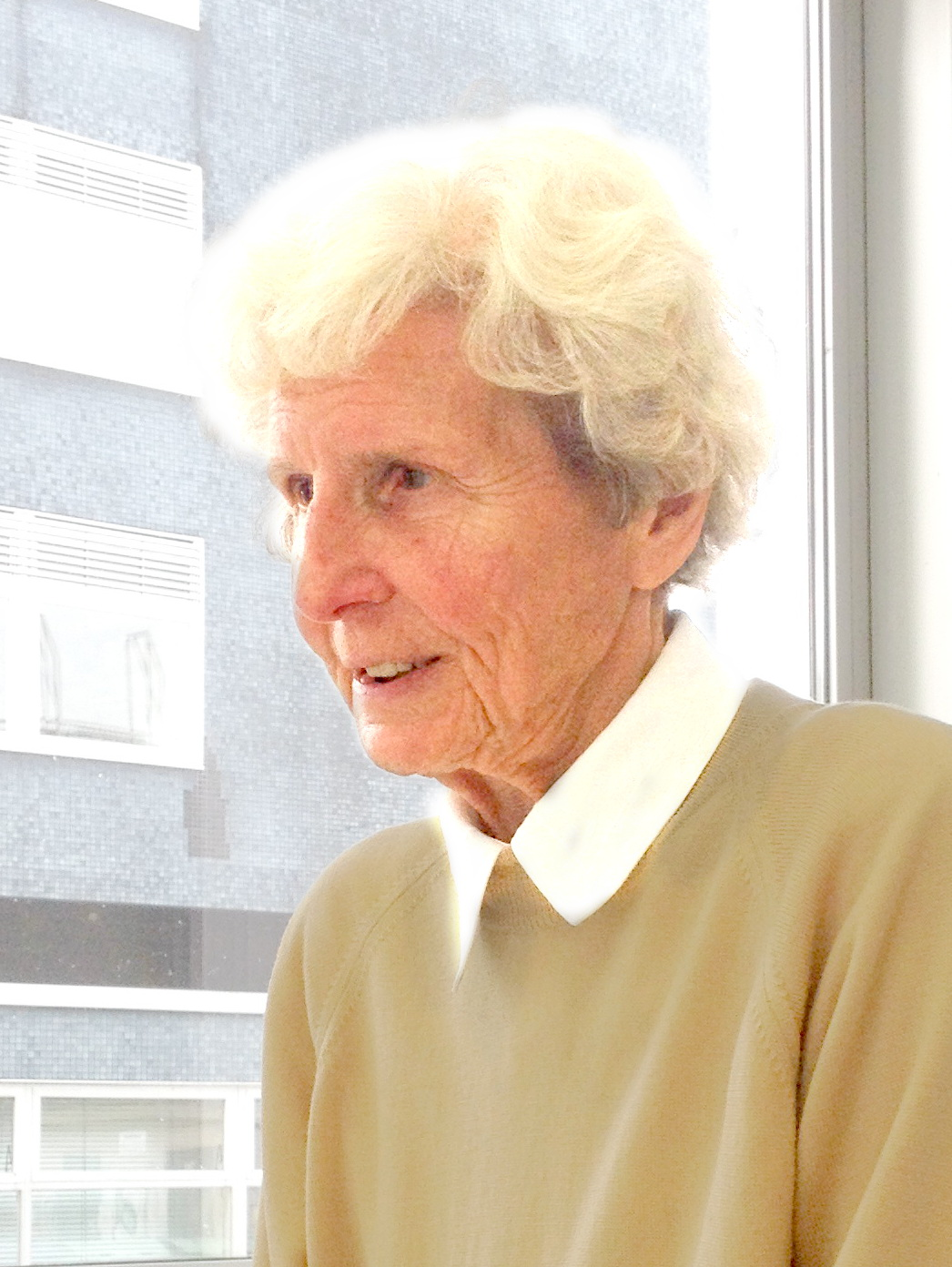
Ingetraut Dahlberg bei einem Vortrag am 25. Oktober 2015 beim Ernst-Schröder-Zentrum in Darmstadt

Seit einer Begegnung mit Walter Koch, Graz, im Jahr 2010 wurden etwa 3.500 Begriffe der insgesamt ca. 6.500 Begriffe von Wissensgebieten von ihr mit ihren Definitionen digitalisiert wie auch viele Begriffe der sog. general concepts für die Nullschicht der ICC (noch unvollendet). Diese stellen damit Ausgangsmaterialien für eine Verknüpfung z. B. mit WordNet dar, was in einem Vortrag mit Ernesto William De Luca, beim internationalen ISKO Kongress in Krakau, Mai 2014, demonstriert wurde. Die genauere Verknüpfung wurde in einer ihrer letzten gemeinsamen Publikationen dargestellt.
Über manche der genannten Aktivitäten berichtete auch ihr Buch Wissensorganisation: Entwicklung, Aufgabe, Anwendung, Zukunft, das 2014 erschien. Es richtete sich vor allem an Informatiker, denen sie damit einen geisteswissenschaftlichen Blick auf die inhaltliche Behandlung ihrer Daten vermitteln wollte. Das Buch behandelt dazu die theoretische Basis der ICC und zeigt Anwendungsmöglichkeiten auf.
Dahlberg legte Wert auf die Feststellung, dass es ihr neben den fachlichen Aspekten auch sehr um wissenschaftspolitische Fragestellungen ginge, das Fach Wissensorganisation im Hochschulbereich zu verankern und in den Zusammenhang Wissenschafts-Wissenschaft zu bringen. Bereits seit 1974 hatte sie in ihrer Information Coding Classification einen entsprechenden Gliederungspunkt vorgesehen, der den Code „81“ trägt. Vor allem aber sah sie die Notwendigkeit, dem Fach der Wissensorganisation auch einen Standort zu geben in Form eines Instituts oder einer Akademie, da noch erheblich Arbeit investiert werden müsse, um bisherige Erkenntnisse für die Praxis fruchtbar zu machen.

## Wirken
Ingetraut Dahlberg wirkte auf dem Gebiet rund um Klassifizierung, Thesauri und Wissensorganisation. Zu diesen Themengebieten verfasste sie weit über 300 Veröffentlichungen. Neben eigenen wissenschaftlichen Arbeiten hatte sie erheblichen Anteil an der Fortentwicklung dieser Themenbereiche auch durch Gründung der Zeitschrift International Classification im Jahre 1974. Diese wurde 1992 umbenannt in Knowledge Organization. Ferner hatte sie Einfluss durch die Leitung zahlreicher Gremien und Institutionen, die sich mit diesem Wissenschaftszweig befassen, durch Organisation von Konferenzen und die Redaktion und Herausgabe der sich daraus ergebenden Proceedings-Bände und durch ihre Mitarbeit an Normen und Richtlinien (DIN 2330 und 2331 sowie DIN 32705, später auch bei der ISO (ISO/TC 37 „Terminology and other language and content resources“) und ISO/TC 46 „Information and documentation“.) Sie war 23 Jahre lang Chefredakteurin ihrer Zeitschrift und gründete die Gesellschaft für Klassifikation e.V. (1977) und die Internationale Gesellschaft für Wissensorganisation e.V. (1989). Für diese sowie auch für FID/CR und COCTA organisierte sie insgesamt 20 Konferenzen.

### Lehraufträge
1976 bis 1978 hatte sie Lehraufträge an der Universität Mainz (Gerhard Wahrig). Mit diesem Lehrauftrag verbunden war das DFG-Projekt Logstruktur. Darin wurde auf Grundlage der Ergebnisse ihrer Dissertation die von ihr gesammelten Benennungen von ca. 6.500 Wissensgebieten auf deren Struktur untersucht und systematisiert (Vorarbeiten für ein Lexikon der Wissensgebiete). Weitere Lehraufträge hatte sie 1984/85 an der Universität Saarbrücken, 1985 bis 1987 an der FH Hannover und 1988/89 an der FH Darmstadt.
Darüber hinaus war Dahlberg eine gefragte Vortragsrednerin an zahlreichen Universitäten weltweit und gab Seminare unter anderem in Indien und Brasilien.

### Veröffentlichungen
Ingetraut Dahlberg schrieb weit über 300 Veröffentlichungen, darunter auch Beiträge für Lexika, zu Stichworten, rund um die Themen Klassifikation und Wissensorganisation.

### Mission
Ingetraut Dahlberg beklagte die Zersplitterung des Wissens in ihrer Zeit und machte das fest an der Entwicklung einer Vielzahl von Thesauri und von jeweils fachspezifischen Ontologien. Ihr, als praktisch arbeitender Philosophin, war an einer fachübergreifenden Ordnung gelegen (sie selbst gebrauchte den in der Philosophie gebräuchlichen Begriff universale Ordnung des Wissens) als Grundlage für eine interdisziplinäre Zusammenarbeit.

„Vor allem aber soll damit auf die eminente Bedeutung der universalen Ordnung des Wissens hingewiesen werden, wobei dieser so notwendige Aspekt für die Interdisziplinarität gegenwärtiger Forschung durch die Vielzahl der heute entwickelten Ontologien total vernachlässigt, ja regelrecht unterbunden wird. Die wahrlich wichtige Übersicht über unser Wissen ist mit der ICC möglich, sie passt mit ihren ersten beiden Hierarchiestufen auf einen Bildschirm und vermittelt damit das Vertrauen, die verloren gegangene Einheit unseres Wissens hier als eine Ganzheit wieder zu entdecken und neu verstehen zu lernen.“

Diesen Standpunkt vertrat sie energisch und verteidigt ihn gegen andere Strömungen von Wissensorganisation.

„Anlass für dieses kleine Werk war einerseits meine Feststellung bei der letzten internationalen Konferenz der Gesellschaft für Wissensorganisation in Krakau, 19. – 23.5.2014, dass sehr viele junge Teilnehmer sich offenbar nicht klar waren, was eigentlich unter ,Wissensorganisation‘ zu verstehen ist.
Andererseits hatte ich gerade das Handbook on Metadata, Semantics and Ontologies von M.-A. Sicilia durchgeackert und dabei feststellen müssen, dass bei den Informatiker-Kollegen doch vielfach das Wissen fehlt, das immerhin schon seit Jahrhunderten in den Geisteswissenschaften auf dem Gebiet Klassifikation entwickelt wurde. Sie haben wohl erkannt, dass ihre Daten auch Inhalte haben, und benutzen gern die Klassifikationssysteme und Thesauri, die von Informationswissenschaftlern erstellt wurden, doch fehlen ihnen deren Grundlagen.“

Gelegen war ihr insbesondere auch daran, dass das von ihr begonnene Information Coding Classification-System (ICC) weiter entwickelt und vervollständigt werde.

## Ehrungen
- 2. Preis der International Association of Documentalists and Information Officers (A.I.D.), anlässlich des A.I.D. International Symposium 1965. Der Preis wurde zwischen ihr und S. D. Boon, Eindhoven geteilt.
- Ranganathan Award, bei der Konferenz der FID/CR[A 12] 1996 in Innsbruck
- Eugen-Wüster-Sonderpreis des Internationalen Informationszentrums für Terminologie (Infoterm) 2006 in Wien. (Kofinanziert von der Stadt Wien und der österreichischen UNESCO-Kommission)